# Теренс Тао
Те́ренс Тао (17 липня 1975, Аделаїда, Австралія) — видатний австралійський математик китайського походження. Працює у галузях гармонічного аналізу, диференціальних рівнянь з частинними похідними, комбінаторики, теорії чисел та теорії представлень. Професор Каліфорнійського університету в Лос-Анжелесі. Нагороджений медаллю Філдса в 2006 році. В цьому ж році нагороджений стипендією МакАртура.

## Біографія
Батьки Тао родом з Китаю та емігрували до Австралії. Батько був педіатром, а мати шкільною вчителькою математики. Теренс Тао був вундеркіндом. У дворічному віці засвоїв арифметику з телепрограми Вулиця Сезам. У десятирічному віці Тао брав участь у Міжнародній математичній олімпіаді, він одержав бронзову медаль в 1986 році, срібну — в 1987 та золоту — в 1988 році. Вигравши золоту медаль у віці 13 років він залишається наймолодшим призером олімпіади. У віці 17 років закінчив Університет Флайндерс. В 20 років закінчив аспірантуру Принстонського університету. Став повним професором Каліфорнійського університету в 1999 році у віці 24 років.

## Нагороди та визнання
- член Академії наук Австралії
- член Національної академії наук США
- член Американського математичного товариства
- 1992:Програма Фулбрайта
- 2000:Премія Салема
- 2002:Премія Бохера
- 2003:Дослідницька нагорода Клея
- 2005:Медаль математичного товариства Австралії[en]
- 2005:Премія Островського
- 2005:Премія Леві Л. Конанта[en]
- 2005:ISAAC award[13]
- 2006:Медаль Філдса
- 2006:Стипендія МакАртура
- 2006:Премія SASTRA Ramanujan
- 2006:Стипендія Слоуна[en]
- 2007:член Лондонського королівського товариства
- 2008:Премія Алана Вотермана[en]
- 2008:Медаль Онсагера
- 2009:член Американська академія мистецтв і наук
- 2010:Міжнародна премія короля Фейсала
- 2010:Премія Неммерса з математики
- 2010:Премія Пої
- 2012:Премія Крафорда
- 2012:Премія Сімонса[en]
- 2014:Королівська медаль
- 2014:Премія за прорив у математиці
- 2014:Johns Hopkins CTY Distinguished Alumnus
- 2015:PROSE Awards[en]
- 2020:Премія Бояї

## Лекції
- Minerva Lectures 2013 — Terence Tao Talk 1: Sets with few ordinary lines [Архівовано 5 квітня 2016 у Wayback Machine.] (англ.)
- Minerva Lectures 2013 — Terence Tao Talk 2: Polynomial expanders and an algebraic regularity lemma [Архівовано 17 грудня 2013 у Wayback Machine.] (англ.)
- Minerva Lectures 2013 — Terence Tao Talk 3: Universality for Wigner random matrices [Архівовано 3 квітня 2016 у Wayback Machine.] (англ.)
- Terence Tao — 1/3 Bounded gaps between primes [Архівовано 2 березня 2020 у Wayback Machine.] (англ.)
- Terence Tao — 2/3 Bounded gaps between primes [Архівовано 3 квітня 2016 у Wayback Machine.] (англ.)
- Terence Tao — 3/3 Bounded gaps between primes [Архівовано 5 квітня 2016 у Wayback Machine.] (англ.)
- Terry Tao, Ph.D. Small and Large Gaps Between the Primes [Архівовано 24 жовтня 2015 у Wayback Machine.] (англ.)
- Terence Tao: 2015 Breakthrough Prize in Mathematics Symposium [Архівовано 5 січня 2015 у Wayback Machine.] (англ.)
- Terence Tao: Equidistribution estimates for the primes [Архівовано 19 липня 2017 у Wayback Machine.] (англ.)
- Polymath and the gaps between primes (англ.)
- Math Encounters — The Cosmic Distance Ladder [Архівовано 3 квітня 2016 у Wayback Machine.] (англ.)
- Terence Tao: Nilsequences and the Primes, UCLA [Архівовано 7 жовтня 2015 у Wayback Machine.] (англ.)
- Terence Tao: Structure and Randomness in the Prime Numbers, UCLA [Архівовано 9 липня 2015 у Wayback Machine.] (англ.)
- Ultraproducts as a Bridge Between Discrete and Continuous Analysis [Архівовано 16 березня 2014 у Wayback Machine.] (англ.)
- NTNU's Onsager Lecture, Compressed Sensing by Terence Tao, part 1 of 7 [Архівовано 28 березня 2016 у Wayback Machine.] (англ.)
- NTNU's Onsager Lecture, Compressed Sensing by Terence Tao, part 2 of 7 (англ.)
- NTNU's Onsager Lecture, Compressed Sensing by Terence Tao, part 3 of 7 [Архівовано 5 квітня 2016 у Wayback Machine.] (англ.)
- NTNU's Onsager Lecture, Compressed Sensing by Terence Tao, part 4 of 7 [Архівовано 3 квітня 2016 у Wayback Machine.] (англ.)
- NTNU's Onsager Lecture, Compressed Sensing by Terence Tao, part 5 of 7 [Архівовано 28 березня 2016 у Wayback Machine.] (англ.)
- NTNU's Onsager Lecture, Compressed Sensing by Terence Tao, part 6 of 7 [Архівовано 26 березня 2016 у Wayback Machine.] (англ.)
- NTNU's Onsager Lecture, Compressed Sensing by Terence Tao, part 7 of 7 [Архівовано 30 березня 2016 у Wayback Machine.] (англ.)